# Кремлёва, Елизавета Михайловна
Елизавета Михайловна Кремлёва (16 октября 1855, Екатеринбург, Пермская губерния — 11 мая 1927, Свердловск) — библиотекарь, одна из основательниц Екатеринбургской общественной библиотеки им. В. Г. Белинского (ныне — Свердловская областная универсальная научная библиотека им. В. Г. Белинского). Её вклад — свыше 2 тысяч книг и журналов — стал «краеугольным камнем» при организации первой городской библиотеки в Екатеринбурге.

## Биография
Родилась в Екатеринбурге в семье золотопромышленника, активного члена-учредителя Уральского общества любителей естествознания М. С. Засухина.
После окончания 1-й Екатеринбургской женской гимназии, сдала экзамен на звание домашней учительницы. С 1871 года готовила учащихся по предметам гимназического курса и давала уроки музыки. Вышла замуж. Супруг А. А. Кремлёв, «канцелярский служащий», в 1877—1884 годах был казначеем Уральского общества любителей естествознания.
После смерти отца, распродав имущество, на полученные средства сформировала библиотеку для общественного пользования. Объявление об открытии «новой библиотеки» в центре Екатеринбурга на Главном проспекте (ныне проспект Ленина) и условиях подписки появилось в городской газете «Екатеринбургская неделя» в декабре 1882 года. В октябре 1883 года при библиотеке начала действовать «читальня» (для бесплатного чтения периодических изданий). По мнению С. А. Белобородова, «библиотека Е. М. Кремлёвой была одним из самых крупных частных книжных собраний Екатеринбурга, открытых для публики». Плата за пользование книгами была сравнительно небольшой: разовое посещение стоило 5 копеек, недельный абонемент — 25. Записаться на месяц читателям обходилось от 50 копеек до 1 рубля 50 копеек. Основу фонда составили: личная библиотека Кремлёвой, книги её отца и книжные собрания екатеринбуржцев, приобретенные на распродажах. Так, весной 1883 года она купила библиотеку Н. П. Иванова — более 800 томов в хороших переплетах и русские журналы за прошлые годы. Библиотека ежегодно получала от 40 до 70 периодических изданий, в том числе французские и немецкие газеты. А. Н. Батманов в своих воспоминаниях писал, что «по словам Е. М. Кремлёвой, библиотеку её по временам посещал наш писатель „Певец Урала“ Д. Н. Мамин-Сибиряк, а также разные лица из местной интеллигенции».
В конце 1889 года Е. М. Кремлёва предприняла попытку передать городу свое книжное собрание на условиях организации на его основе городской библиотеки, но её предложение осталось без ответа. В 1891 году владелица решилась распродать библиотеку по одному экземпляру.
В декабре 1897 года, познакомившись с екатеринбургским нотариусом А. Н. Батмановым, Кремлёва пожертвовала на организацию городской библиотеки 10 рублей наличными и книги, которые оставались у неё после закрытия библиотеки. В период подготовки к открытию Екатеринбургской публичной библиотеки, «чувствуя по временам силы свои слишком надорванными», в 1899 году Кремлёва оставила завещание, в котором выразила «свою непременную волю, чтобы все имеющие остаться <…> книги <…> поступили в собственность библиотеки, какая будет открыта в Екатеринбурге». Написав завещание, Кремлёва прожила 28 лет, из них 21 год, прослужив в библиотеке им. В. Г. Белинского сначала заведующей (1901—1922), а затем ещё 2 года — просто библиотекарем.
Всю свою жизнь Кремлёва покупала книги, постоянно пополняя личную библиотеку, которая по её завещанию была передана в общественное пользование. Книги и журналы со штампом «Библиотека Е. М. Кремлёвой» хранятся в фонде библиотеки им. В. Г. Белинского.
Кремлёва не оставила воспоминаний. Судя по сохранившимся изданиям, она разделяла идеи народников, проявляла интерес к изданиям социал-демократов, исповедовала идеи просвещения широких народных масс, следила за новинками педагогической литературы. Её настроения в годы Первой русской революции характеризует такой факт. Кремлёва, назначенная ответственным лицом «за исполнение библиотекой установленных правил и правительственных распоряжений», должна была следить за тем, чтобы в библиотеке «не обращались» запрещённые издания, но рискуя своей свободой и работой библиотеки, она сохранила их. Кроме того, документы (протоколы, докладные записки, заявления и т. п.), связанные с передачей библиотеки им. В. Г. Белинского в 1922 году из управления Попечительского совета в ведение Губернского политико-просветительского комитета, свидетельствуют о том, что эти изменения Кремлёва встретила без энтузиазма и пыталась отсрочить их. Книгу с дарственной надписью от революционерки С. Дерябиной на вторую годовщину Октябрьской революции, она сохранила, но свой экслибрис не поставила.
Скончалась в 1927 году. Похоронена на Ивановском кладбище. Могила утрачена.